# Франческо Маручеллі
Франческо Маручеллі (італ. Francesco Marucelli, 1 березня 1625, м. Флоренція, Велике герцогство Тосканське — 29 липня 1703, м. Рим, Італія) — італійський бібліофіл і бібліограф, церковний діяч. Найбільш відомий спробою створення універсальної бібліографії Mare magnum.

## Біографія
Франческо Маручеллі народився 1 березня 1625 року у Флоренції в родині Алессандро ді Франческо та Елізабетти ді Ораціо Монтерапполі. У 1643 році вступив в університет Пізи, щоб вивчати цивільне та канонічне право, де він подружився з Гауденціо Пазаніно. До 1648 року він отримав докторський ступінь. Після цього, за порадою свого дядька Джуліано Маручеллі, він переїхав до Риму. Потім він завдяки патронату кардинала Джіроламо Фарнезе Франческо опинився при папському дворі у Римі. Після смерті свого дядька в 1656 році він був призначений абатом двох монастирів у Неаполітанському королівстві: Сан-Лоренцо-ді-Кропані та Санта-Марія-ді-Кавульяно-ді-Тарсія. За папи Олександра VIII відмовився від абатства, як через захоплення науковими заняттями, так і через позов до іспанської влади щодо прав на монастирі. Відмовившись від поста нунція в Брюсселі, а потім у Кельні, Франческо Маручеллі став вести життя вченого-антиквара та колекціонера.
У 1691 році був членом Аркадійської академії під ім'ям Клеодамо Тіунтео.
Помер у Римі і був похований у родовій каплиці.

## Колекція та бібліотека
Оселившись на віа де Кондотті у Римі, Маручеллі купив кілька навколишніх будинків, щоб умістити бібліотеку та картинну галерею; сучасники згадували, що він особливо цікавився античною літературою, головним чином історичного змісту. У його зібраннях було 6000 рідкісних рукописів та інкунабул; згодом захоплення переросло у створення універсальної бібліотеки з усіх галузей культури та складання бібліографії всіх книг мовами відомого йому світу. Колекціонуючи живопис, він віддавав перевагу художникам — своїм сучасникам, сюжети були найрізноманітніші: релігійні, пейзажі, натюрморти, 
марини, і т. д..
Як бібліофіл і бібліограф, Маручеллі переклав першу «Олімпію» 
Піндара латинськими гекзаметрами а також популяризував і продовжив «Життя у самотності» (італ. «De vita solitaria») Франческо Петрарки.
Головна праця життя — універсальна бібліографія Mare magnum omnium materiarum («Велике море [книг] за всякими матеріями»), роботу над якою він почав з 1670 року, монументального бібліографічного каталогу, який з роками виріс до 111 томів і понад 6000 записів, які мали на меті каталогізувати публікації того часу, розділені за тематичними галузями. Ця робота була замовлена та опублікована його онуком Алессандро та зберігається у вигляді рукопису в Biblioteca Marucelliana.
В 1888 індекс Mare magnum був опублікований професором Гвідо Бьяджи. У 2003 році — до 300-річчя смерті автора — бібліографія була оцифрована і видана на DVD-дисках.
Але він здебільшого присвятив себе колекціонуванню книг, і у своєму заповіті він пожертвував цю велику колекцію та гроші на заснування бібліотеки у Флоренції, Biblioteca Marucelliana, яка була першою подібною установою в місті, відкритою для публіки. 1869 року вона стала власністю італійської держави.